# Skarsnuten
Der Skarsnuten (norwegisch für Schartengipfel) ist ein Berg im ostantarktischen Königin-Maud-Land. In der Sverdrupfjella ragt er im nördlichen Teil der Rootshorga auf.
Erste Luftaufnahmen entstanden bei der Deutschen Antarktischen Expedition (1938–1939) unter der Leitung des Polarforschers Alfred Ritscher. Norwegische Kartographen, die ihn auch benannten, kartierten ihn anhand von Luftaufnahmen und Vermessungen der Norwegisch-Britisch-Schwedischen Antarktisexpedition (1949–1952) sowie Luftaufnahmen der Dritten Norwegischen Antarktisexpedition (1956–1960) aus den Jahren von 1958 bis 1959.